# Śwignajno Wielkie
Śwignajno Wielkie – kolonia w Polsce, położona w województwie warmińsko-mazurskim, w powiecie piskim, w gminie Ruciane-Nida.
Wchodzi w skład sołectwa Śwignajno.
Do 2024 r. miejscowość była przysiółkiem wsi Ładne Pole. W latach 1975–1998 przysiółek administracyjnie należał do województwa suwalskiego.